# Liptovský Peter
Liptovský Peter é um município da Eslováquia, situado no distrito de Liptovský Mikuláš, na região de Žilina. Tem 6,12 km² de área e sua população em 2018 foi estimada em 1.318 habitantes.

## Demografia
| Ano:        | 1994 | 2004   | 2014   | 2024   |
| ----------- | ---- | ------ | ------ | ------ |
| Broj ljudi: | 1389 | 1361   | 1370   | 1265   |
| Razlika:    |      | -2,01% | +0,66% | -7,66% |

| Ano:               | 2023 | 2024   |
| ------------------ | ---- | ------ |
| Número de pessoas: | 1280 | 1265   |
| Diferença:         |      | -1,17% |